# Ancita crocogaster
Ancita crocogaster är en skalbaggsart som först beskrevs av Jean Baptiste Boisduval 1835.  Ancita crocogaster ingår i släktet Ancita och familjen långhorningar. Inga underarter finns listade i Catalogue of Life.